# Agafia Gruszecka
Agafia (Agata) Siemionowna Gruszecka ros. Агафья Семёновна Грушецкая (ur. 1665, zm. 14 lipca?/24 lipca 1681 w Moskwie) – caryca Rosji polskiego pochodzenia, pierwsza żona cara Fiodora III Romanowa.

## Życiorys
Agafia była córką szlachcica ze Smoleńszczyzny Siemiona Fiodorowicza Gruszeckiego z rodu Gruszeckich herbu Lubicz. 
Car Fiodor zobaczył ją po raz pierwszy w 1679 w tłumie, podczas cerkiewnej procesji. Mieszkała ona wówczas w domu ciotki, żony okolniczego Siemiona Zaborowskiego. Fiodor wysłał swego łożniczego Iwana Maksimowicza Jazykowa, aby poznał bliżej rodzinę dziewczyny. Zamiar poślubienia Agafii przez Fiodora spotkał się z dużą krytyką. Krążyły pogłoski na temat nieprzyzwoitości Gruszeckiej i jej matki rozpowszechniane przez bojara Iwana Miłosławskiego przeciwnika tego małżeństwa. Ostatecznie jednak 18 lipca?/28 lipca 1680 Agafia została żoną Fiodora. Para miała tylko jednego potomka, syna.
- Dzieci Fiodora i Agafii[6]:

1. Ilia Fiodorowicz (ur. 11 lipca 1681, zm. 21 lipca 1681)[b].

Trzy dni po urodzeniu dziecka Agafia zmarła na skutek gorączki połogowej.
Pochowana została w głównym soborze Monasteru Wniebowstąpienia Pańskiego w Moskwie, a po jego zniszczeniu w 1929 roku szczątki zostały przeniesione do Soboru św. Michała Archanioła.

## Rola i wpływ Agaty Gruszeckiej na Dwór moskiewski
Agata Gruszecka, w przeciwieństwie do wielu swoich poprzedniczek, odgrywała istotną rolę w życiu dworskim i miała znaczący wpływ na męża. Za jej sprawą znacznie zmieniło się życie dworskie, zaczęła bowiem wprowadzać polskie zwyczaje. Car Fiodor Aleksiejewicz jako pierwszy z Rosjan włożył polski kontusz, co po nim zrobili wszyscy dworzanie. Dzięki Gruszeckiej doszło do wielu zmian w państwie rosyjskim, ona: „namówiła męża do zniszczenia ochabni, brzydkich damskich sukienek [...] wprowadzenia golenia brody i strzyżenia włosów, polskich szabli i kontuszy, a co ważniejsze, dopuszczenia w Moskwie do zakładania polskich i łacińskich szkół”. Z jej inicjatywy założono w Moskwie kilka szkół łacińskich i polskich, dzięki czemu można mówić o jej działalności oświatowej. Co więcej, silny charakter Agaty pozwolił jej przezwyciężyć odwieczne zakazy moskiewskiego dworu. Pozwalała sobie otwarcie pojawiać się przed ludźmi i często siedziała i chodziła obok cara, czego nigdy wcześniej nie było.
Wraz z przybyciem na dwór Agaty Gruszeckiej nastąpiły tam poważne zmiany w garderobie pałacowej. Znalazły one odzwierciedlenie nie tylko we wprowadzeniu do mody polskich kontuszów i noszeniu u boku polskich szabel. Caryca-Polka dokonała prawdziwego przewrotu w ówczesnej kobiecej modzie dworskiej. Ona sama nosiła czapkę według mody polskiej, która pozostawiała włosy odkryte. Czapki, które nosiła caryca, zaczęto nazywać „polskimi”. Pierwsza pisemna wzmianka o „polskich” czapkach carowej Agaty pochodzi z 19 września 1680 r. Tego dnia w pałacu obchodzono imieniny carówny Zofi i Aleksiejewnej, i na tę
okoliczność dla Agaty Siemionówny została skrojona „czapka aksamit na polską sprawę”. Obszyta aksamitem część miała 2 wierzszka wysokości (ok. 10 cm). Górną część obwodu zdobiła para soboli, a spód czapki o jedną czwartą wzdłuż dolnej krawędzi – grzbiety wiewiórek. Wykonanie nakrycia głowy nie zostało powierzone nadwornym mistrzom, a żyjącemu w Moskwie mistrzowi polskiemu, Polakowi Siemionowi Kaszpenkowi.
W 1680 r. w rodzinnym Smoleńsku za namową carycy Agaty wybudowano drewniany kościół. Przy nim zaczęła działać także szkoła, a do szlachty smoleńskiej przyjeżdżali jezuici i zajmowali się nauczaniem dzieci. Wyłącznie dzięki opiece Agaty Gruszeckiej smoleńska wspólnota katolicka otrzymała nową świątynię.